# Странные родители
«Странные родители» (англ. Parents) — кинофильм.

## Сюжет
1950-е годы, пригород Массачусетса. Десятилетний мальчик по имени Майкл Ламль замечает, что его отец Ник Ламль, работник морга, часто приносит домой большие куски мяса. Затем из них он вместе со своей супругой и отличной домохозяйкой Лили Ламль готовит прекрасные блюда. Однако на вопросы Майкла откуда столько мяса родители отвечать не хотят. И тогда у мальчика возникают мрачные подозрения, которые вскоре перерастают в твёрдое убеждение о каннибализме своих родителей. Испуганный и нервный, Майкл пытается как-нибудь исправить ситуацию. Для этого он обращается к социальному педагогу в своей школе, не зная к чему это приведёт.

## В ролях
- Рэнди Куэйд — Ник Ламль
- Мэри Бет Хёрт — Лили Ламль
- Сэнди Деннис — Милли Дью
- Брайан Мадорски — Майкл Ламль
- Джуно Миллз-Кокелл — Шейла Цельнер
- Кэтрин Гроди — мисс Бакстер
- Дебора Раш — миссис Цельнер
- Грэм Джарвис — мистер Цельнер
- Хелен Карскаллен — бабушка
- Уоррен Ван Эвера — дедушка
- Уэйн Робсон — оператор в лаборатории

## Награды и номинации
Список наград приведён в соответствии с данными IMDb.
| Год  | Премия                                                                   | Категория           | Имя                          | Результат |
| ---- | ------------------------------------------------------------------------ | ------------------- | ---------------------------- | --------- |
| 1989 | Международный кинофестиваль научно-фантастических фильмов Фантафестиваль | Лучший актёр        | Рэнди Куэйд, Брайан Мадорски | Победа    |
| 1990 | Независимый дух                                                          | Лучшая мужская роль | Рэнди Куэйд                  | Номинация |
| 1991 | Сатурн                                                                   | Лучший юный актёр   | Брайан Мадорски              | Номинация |